# Сан-Педро-Лагунильяс (муниципалитет)
Сан-Педро-Лагунильяс (исп. San Pedro Lagunillas) — муниципалитет в Мексике, штат Наярит, с административным центром в одноимённом городе. Численность населения, по данным переписи 2010 года, составила 7 510 человек.

## Общие сведения
В названии муниципалитета присутствуют два значения: San Pedro — в честь Святого Петра, и Lagunillas — относит к расположению рядом с местным озёрами.
Площадь муниципалитета равна 516 км², что составляет 1,8 % от территории штата. Он граничит с другими муниципалитетами Наярита: на севере с Санта-Мария-дель-Оро, на востоке с Ауакатланом, на западе с Компостелой, а на юге Сан-Педро-Лагунильяс граничит с другим штатом — Халиско.

## Учреждение и состав
Муниципалитет был образован в 1918 году. В состав муниципалитета входит 31 населённый пункт, самые крупные из которых:
| код INEGI | Населённый пункт                                      | Численность населения (2005 год) | Численность населения (2010 год) |
| 013       | Всего                                                 | 7 155                            | 7 510                            |
| 0001      | Сан-Педро-Лагунильяс (административный центр)         | 3 641                            | 3 753                            |
| 0002      | Амадо-Нерво (Эль-Конде) (исп. Amado Nervo (El Conde)) | 1 189                            | 1 202                            |
| 0004      | Куастекомате (исп. Cuastecomate)                      | 801                              | 810                              |
| 0016      | Текилита (исп. Tequilita)                             | 535                              | 595                              |